# Potres kod Valdivije 1960.
Potres kod Valdivije ili Veliki čileanski potres (špa. Terremoto de Valdivia / Gran terremoto de Chile) koji se dogodio u nedjelju 22. svibnja 1960. najsnažniji je potres ikad zabilježen na Zemlji, a magnituda je bila 9,5 stupnjeva. Potres se dogodio u popodnevnim satima (19:11 GMT, 15:11 po lokalnom vremenu).
Epicentar je bio u blizini grada Lumaco nekih 570 km južno od glavnog grada Santiaga; Temuco je najbliži veliki grad, a Valdivia je najviše bila pogođena. To je uvjetovalo tsunami koji je pogodio čileansku obalu s valovima do 25 metara. Tsunami je prešao preko Tihog oceana i uništio Hilo na Havajima. Valovi visine 10,7 metara zabilježeni su 10.000 km od epicentra, čak do Japana i Filipina.
Broj poginulih nije točno utvrđen, kao ni materijalna šteta koju je prouzročio taj događaj. Objavljene su razne procjene ukupnog broja žrtava potresa i tsunamija: američki USGS navodi 2.231, 3.000, ili 5.700 ubijenih, dok drugi izvor govori o 6.000 mrtvih.

## Vanjske poveznice
- Chilean earthquake and tsunami  Arhivirana inačica izvorne stranice od 1. studenoga 2006. (Wayback Machine)
- Tsunami of 1960
- Hawaii Events  Arhivirana inačica izvorne stranice od 2. veljače 2006. (Wayback Machine)